# ادنبوتل
ادنبوتل (به آلمانی: Adenbüttel) یک شهر در آلمان است.

## خصوصیات
ادنبوتل ۱۳٫۷۱ کیلومترمربع مساحت دارد ۷۴ متر بالاتر از سطح دریا واقع شده‌است.